# Sido
Sido är artistnamnet för Paul Hartmut Würdig, som är en tysk-sinti hiphopartist.
Sido betyder, enligt artisten själv, Super Intelligentes Drogen Opfer (superintelligent drogmissbrukare). En tidigare betydelse var "Scheiße in Dein Ohr" (skiter i ditt öra).
Sido var den förste artisten att skriva kontrakt med skivbolaget Aggro Berlin.

## Biografi
Paul Hartmut Würdig är född 30 november 1980 och bor i Berlin i Tyskland.
Man skulle kunna säga att låten som startade allting var "Mein Block".
Den handlar om livet i förorterna, där mycket kretsar kring pengar och droger.
År 2004 släppte Sido albumet Maske som bl.a. innehöll singeln "Mein Block" (Maske syftar på den dödskallemask som förknippas med Sido). Detta album hamnade på tredje plats på Tysklands LP-Charts, och därmed skrev Aggro Berlin musikhistoria.
I september nådde albumet guldstatus, och Sido vann pris för årets nykomling.
Det andra albumet, Ich var nog det som betydde mest, med det albumet slog Sido tillsammans med albumet Aggro Berlin igenom ordentligt, och fick väldigt många fans i Tyskland och de tysktalande länderna.
Sidos tredje album heter Ich und meine Maske, och är det avslutande albumet i en trilogi.
Sido är även känd för albumet Maske. Masken är en kromad dödskallemask som Sido under Aggro Berlins tidiga år bar för ansiktet under offentliga sammankomster, men sedan februari 2005 bär han den endast under konserter. Som marknadsföring bär han den dock alltid med sig.
I januari 2007 kritiserade han rockband som Linkin Park och Mike Shinodas projekt Fort Minor för deras musik. Detta gjorde han i tv-kanalen MTV Germany TRL. Sido och nämnda rockband hade dock gemensamma beundrare som inte uppskattade påhoppet.

## Familj
Paul har en son, vars namn inte är känt för allmänheten, men Sido har skrivit en låt om sonen. Låten heter "Ein Teil Von Mir" (en del av mig) och finns på studioalbumet Ich och samlingsalbumet Eine Hand wäscht die Andere.

## Diskografi
Studioalbum
- Maske (2004)
- Ich (2006)
- Ich und meine Maske (2008)
- Aggro Berlin (2009)
- 30-11-80 (2013)
- VI (2015)
- Das goldene Album (2016)
- Ich & keine Maske (2019)

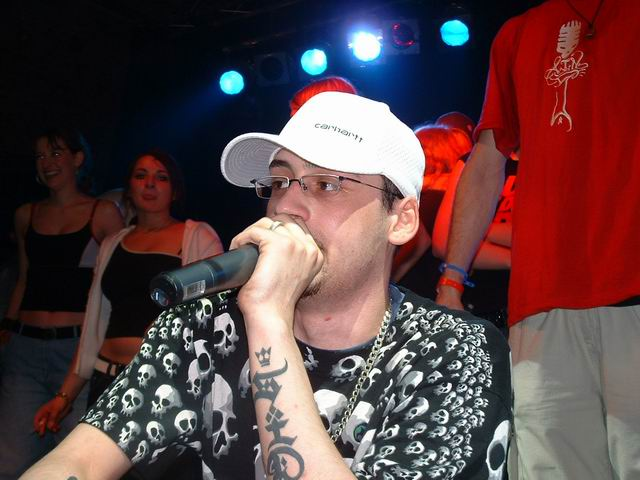
Sido vid The Hiphop-Open i Stuttgart 2003.

Singlar (topp 20 på GfK Entertainment charts)
- "Mein Block" (2004) (#13)
- "Fuffies im Club" (2004) (#18)
- "Steh wieder auf" (2005) (#14)
- "Straßenjunge" (2006) (#20)
- "Ein Teil von mir" (2007) (#14)
- "Schlechtes Vorbild" (2007) (#18)
- "Augen auf" / "Halt dein Maul" (2008) (#7)
- "Carmen" (2008) (#17)
- "Herz" (2008) (#19)
- "Beweg dein Arsch" (2009) (#17)
- "Hey du!" (2009) (#4)
- "Der Himmel soll warten" (2010) (#2)
- "Bilder im Kopf" (2012) (#5)
- "Einer dieser Steine" (2013) (#4)
- "Liebe" (2013) (#13)
- "Astronaut" (2015) (#1)
- "Tausend Tattoos" (2018) (#2)
- "Wie Papa" (2019) (#17)
- "Das Buch" (2019) (#19)
- "Melatonin" (2019) (#19)
- "Energie" (2019) (#10)
- "High" (2019) (#16)
- "2002" (2019) (#6)